# Okno startowe
Okno startowe – przedział czasowy, w którym należy przeprowadzić start pojazdu kosmicznego, aby mógł wykonać zaplanowaną misję rozporządzając dostępnymi możliwościami technicznymi.
Szerokość okna startowego jest ograniczona głównie konfiguracją ciał niebieskich i możliwościami napędowymi pojazdu. Przykładowo w lotach na Księżyc okno startowe miało szerokość 1,5-2,5 h.